# Phare de Lynde Point
Le phare de Lynde Point (en anglais : Lynde Point Light), est un phare situé dans le Long Island Sound du côté ouest de l'embouchure du fleuve Connecticut à Old Saybrook dans le Comté de Middlesex, Connecticut.
Ce phare est inscrit au Registre national des lieux historiques depuis le 29 mai 1990 sous le no 89001469 .

## Historique

### Premier phare
Par besoin d'un phare pour marquer le port de Old Saybrook, le gouvernement a payé 225 $ pour le terrain de William Lynde à son entrée afin d'y ériger un phare. Abisha Woodward (en) a été chargé de construire une tour en bois de 11 m qui a été achevé en 1803. En raison de l'érosion menaçant la fondation du phare, une digue a été construite en 1829, puis renforcée et élargie en 1831. Une maison de six pièces a également été construite pour servir de logement au gardien. Le bâtiment du gardien a été remplacé en 1933. Le phare a été critiqué par de nombreux marins d'être trop petit pour être vu à une distance efficace, un problème exacerbé par le brouillard local, provenant des marais, qui obscurcissait le phare. Une pétition a été faite pour que la tour soit surélevée, mais il a été jugé qu'un remplacement serait préférable.

### Phare actuel
Le 7 juillet 1838, le Congrès des États-Unis a alloué 2 500 dollars supplémentaires pour compléter les 5 000 dollars affectés à la construction du nouveau phare,. Le contrat pour le phare a été attribué à Jonathan Scranton, Volney Pierce et John Wilcox de Madison, du Connecticut, le 18 août 1838. Une nouvelle tour octogonale en grès brun de 20 m (65 pieds) a été construite en 1838 et le phare a été mis en service en 1839.
Le phare a été rénové en 1867 et sa maison de gardien de 1833 a été remplacée en 1858 par une maison à ossature de bois à toit en bois de style néogothique. En 1966, la maison est démolie et remplacée par une maison en duplex. Les dix lampes d'origine ont été remplacées en 1852 par une lentille de Fresnel de quatrième ordre de Barbier, Bénard et Turenne, puis par une lentille de Fresnel de cinquième ordre en 1890 qui est toujours en service. Le phare de Lynde Point a d'abord utilisé de l'huile de baleine jusqu'en 1879, date à laquelle il est passé au kérosène. Le phare a été électrifié en 1955 et entièrement automatisé par la Garde côtière des États-Unis en 1978.
Le phare est peint en blanc et possède six fenêtres, toutes face à l'eau. Le phare a été décrit comme étant similaire au Phare du port de New London ou au phare de Five Mile Point, mais Lynde Point est considéré comme le plus beau des trois. L'escalier en bois a probablement été remplacé lors d'une rénovation de la lumière en 1868. En 1886, le phare de Saybrook Breakwater a été construit et Lynde Point est alors devenu connu sous le nom de Saybrook Inner Light et Saybrook Breakwater est devenue connue sous le nom de Saybrook Outer Light.
Une cloche de brume a été installée en 1854. La rénovation de 1867 a vu l'ajout d'une sirène de brouillard, mais elle a été retirée et remplacée par la cloche de brouillard en 1874 et une nouvelle cloche de brouillard a ensuite été installée en 1883.

## Description
Le phare est une tour octogonale en grès brun , avec galerie et lanterne, de 20 m de haut. La tour et la lanterne sont peintes en blanc, le toit de la lanterne est rouge. Il émet, à une hauteur focale de 22 m, une lumière blanche continue. Sa portée est de 14 milles nautiques (environ 26 km).
Identifiant : ARLHS : USA-462 ; USCG :  1-22520 ; Admiralty : J0746 .

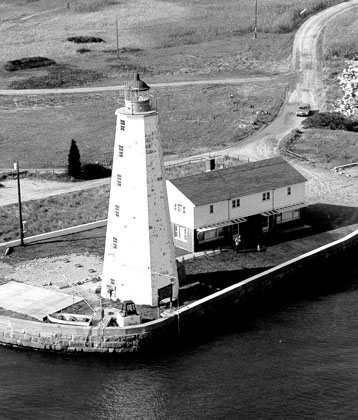
Le phare (photo USCG)

### Lien connexe
- Liste des phares du Connecticut